# Radio-Télévision belge de la Communauté française

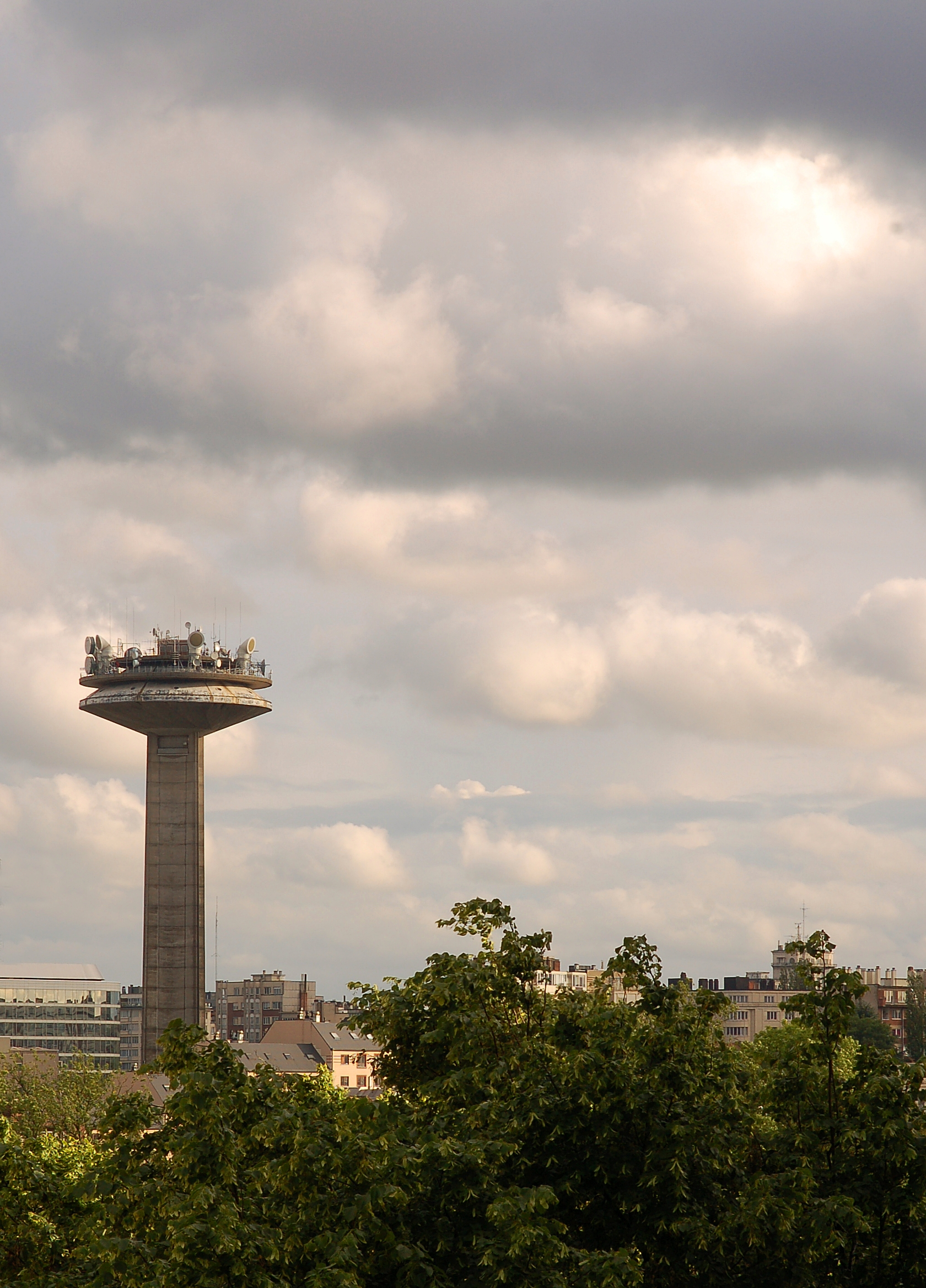
Torre de comunicacions de la RTBF a Brussel·les.

La Radio-Télévision Belge Francophone (Ràdio-Televisió Belga Francòfona, en català) (RTBF) és la cadena pública de la Comunitat francesa de Bèlgica.

## Història
Originalment anomenat INR (Institut national de Radiodiffusion), el radiodifusor estatal va ser establert per llei el 18 de juny del 1930. El 14 de juny del 1940 la INR va ser obligada a cessar les seves operacions com a resultat de la invasió alemanya. Les forces d'ocupació alemanyes, que tenien el control de l'operació, van canviar el nom d'INR a Radio Bruxelles. El personal de l'antiga INR (ara anomenada Radio Belgique/Radio Belgie) es traslladà a estudis de la BBC a Londres. El govern belga a l'exili va establir l'Office de Radiodiffusion Nationale Belge(RNB) el juny del 1940, que va ser supervisada pel Ministre Belga d'Informació.
Al final de la Guerra, la INR i l'RNB van coexistir fins al 14 de setembre del 1945 i un Decret Reial va restablir la missió original de l'INR. El 1953, transmetent des del cor de Brussel·les, la televisió belga va començar les transmissions per dues hores al dia. El 1950 la INR va ser una de les 23 organitzacions que van fundar la Unió Europea de Radiodifusió. La INR va ser convertida en RTB (Radio-Télévision Belge) el 1960 i va traslladar el seu centre d'operacions a l'edifici del Bulevard Reyers el 1967. La RTB va fer la seva primera transmissió a color (Le Jardin Extraordinaire, un programa de jardineria i natura) el 1971.
El 1977 la RTB es va convertir en la RTBF (Radio-Télévision Belge de la Communauté Française) i va ser posat en marxa un segon canal de televisió amb el nom de RTBis. El 1979 "RTBis" es va convertir en "Télé 2". Juntament amb els canals francesos TF1, Antenne 2, FR3 i SRG SSR idée suisse, RTBF va establir el canal francès internacional TV5 Monde el 1984. El 21 de març del 1988 "Télé 2" es va convertir en "Télé 21". El 27 de setembre del 1989 una filial de la companyia de RTBF va ser posat en marxa amb el nom de "Canal Plus TVCF", que es va convertir en Canal Plus Belgique al maig del 1995.
RTBF va canviar tota la seva imatge corporativa i l'estructura dels canals el 2005. L'any 2007 va començar el seu tercer canal de televisió, anomenat La Trois.

## Canals

### Ràdio
- La Première: Cadena de ràdio generalista, especialitzada en la informació. Va ser creada el 24 de novembre de 1923 com a ràdio privada sota el nom de Radio Bruxelles, canviant de nom l'1 de gener del 1924 a Radio Belgique. L'1 de febrer del 1931, l'emissora deixa d'emetre i passa a ser pública amb el nom d'INR, ondes françaises fins al 14 de juny del 1940. Durant la invasió alemanya, la nova Radio Bruxelles emet propaganda nazi des dels estudis de l'INR (com va passar amb Radio Paris) entre el 9 d'agost de 1940 i el 3 de setembre de 1944. El 14 de setembre de 1945, l'emissora torna a emetre sota el nom INR Bruxelles I. El 8 d'agost de 1960, l'emissora adopta el nom de RTB Premier Programme, l'any 1967, adopta el nom RTB 1, i l'any 1977 és reanomenada RTBF 1. Entre 1986 i 1994, es va anomenar Radio Une i, des de 1994, té el nom La Première.
- VivaCité: Ràdio de proximitat amb 7 desconnexions. Creada l'any 1954 amb el nom INR Bruxelles IV, ha tingut els noms de RTB Deuxième Programme (1960-1967), RTB 2 (1967-1977), RTBF 2 (1977-1986), Radio Deux (1986-1994), Fréquence Wallonie (1994-2004). L'any 2001, absorbeix Radio Trafic (antiga Fréquence 4).[1] L'any 2004, amb la fusió de Radio Bruxelles Capitale (1991-2004) i Fréquence Wallonie, adopta el nom de VivaCité, absorbint, posteriorment, Radiolène (1982-2009).
- Musiq 3: Ràdio dedicada a la música clàssica. Creada l'1 d'octubre del 1961 amb el nom RTB Troisième Programme, ha adoptat el noms RTB 3 (1967-1977), RTBF 3 (1977-1986), Radio Trois (1986-1994), Musique 3 (1994-2004) i, des de 2004, Musiq 3.
- Classic 21: Ràdio dedicada a èxits musicals. Fou creada al 2004 a partir d'un desdoblament de Radio 21, que va començar a emetre l'any 1972 com a Bruxelles Canal 21, adoptant el nom de Bruxelles 21 l'any 1981 i Radio 21 l'any 1983.
- Tipik: Radiofórmula musical dirigida a un públic jove. Creada a partir de la fusió de La Deux i Pure FM (creada al 2004 a partir d'un desdoblament de Radio 21).
- Tarmac: Radiofórmula creada al 2017 dedicada al hip-hop i a la cultura urbana.
- Jam: Radiofórmula en DAB+ creada al 2019 i dedicada a la música eclèctica.
- Viva+: Radiofórmula en DAB+ dedicada als èxits musicals de les dècades de 1960 i 1970 creada al 2019.
- RTBF Mix: Ràdio creada al 2019 que reagrupa programes de La Première, VivaCité i Classic 21, emesa a Flandes en DAB+ i a Internet.

A més, entre 1923 i 2019, tenia una ràdio internacional que emetia en ona curta. La seva programació consistia en espais dels dos principals canals. Actualment, compta amb 17 ràdios online: Tipik à l'ancienne, Classic 21 60's, Classic 21 70's, Classic 21 80's Hits, Classic 21 80's New Wave, Classic 21 90's, Classic 21 Blues, Classic 21 Live, Classic 21 Metal, Classic 21 Noir Jaune Rock, Classic 21 Route 66, Classic 21 Soulpower, Classic 21 Underground, Musiq' 3 Jazz, Musiq' 3 Baroque, Musiq' 3 Romantique i Viva Sport.

### Televisió
- La Une: Cadena que té una programació generalista i informativa. Creada l'any 1953.
- Tipik: Cadena que presenta una programació cultural, infantil-juvenil, d'entreteniment i esportiva, amb una oferta complementària a la Une. Creada l'any 1977 a partir del canal en color d'UHF de la RTB,[3] ha tingut diversos noms al llarg de la seva història com RTBis, Télé 2, Télé 21, Arte 21/Sport 21 i RTBF La Deux.
- La Trois: Cadena només disponible a la TDT, basa la seva programació en produccions de la RTBF. Va néixer el 30 de novembre de 2007, reemetent la programació del canal internacional RTBF Sat fins a la fi de les seves emissions el 15 de febrer del 2010.

A més d'aquests canals, té un Web TV des de 2013 (PureVision, actual TipikVision). Fins al 2010, disposava d'un canal internacional anomenat RTBF Sat i, fins a 2015, cogestionava la versió belga del canal cultural Arte .